# Karin Fridell Anter
Karin Margareta Fridell Anter, född 25 april 1950, är en svensk arkitekt och färgforskare samt författare av facklitteratur om färgteori och färgsättning.
Karin Fridell Anter tog studentexamen i Danderyd 1968 och studerade därefter arkitektur vid Kungliga tekniska högskolan (KTH) i Stockholm, där hon tog arkitektexamen år 1973. Därefter har hon främst arbetat som konsult och forskare, bland annat vid KTH, Chalmers i Göteborg och Konstfack i Stockholm. Hennes specialområde gäller hur färger uppfattas i olika rumsliga sammanhang, till exempel på fasader och andra byggnadsmiljöer, samt samverkan mellan färg och ljus.
Hon avlade  teknologie doktorsexamen vid KTH år 2000. Avhandlingen, What colour is the red house?, beskriver hur människan uppfattar färgen på målade fasader, när de betraktas under olika omständigheter. Hon blev docent vid KTH år 2007. 
Bland hennes övriga böcker finns Så målade man (tillsammans med Henrik Wannfors, 1989), Färgen på huset (tillsammans med Åke Svedmyr, 2003) och Byggnadsmåleriets färger: material och användning (tillsammans med Åke Svedmyr och Henrik Wannfors, 2010). Hon medverkar regelbundet i facklitteratur och tidskrifter.
Från 2016 har Fridell Anter engagerat sig i nätverket Stoppa utvisningarna till Afghanistan. Sedan 2019 är hon ordförande för Stöttepelaren - stödförening för ensamkommande barn och ungdomar. År 2021 nominerades hon till Raoul Wallenbergs stora pris. Fridell Anter är huvudredaktör (tillsammans med Ingrid Eckerman) för antologin Den onödiga flyktingkrisen – rättssäkerheten, civilsamhället och flyktingarna 2015–2021.

### Färgteori och färgsättning
- 1989 – Fridell Anter, Karin; Wannfors Henrik. Så målade man: svenskt byggnadsmåleri från senmedeltid till nutid (3:e uppdat o utök utgåva 2015). Solna: Svensk byggtjänst. Libris 8373919. ISBN 9173324647
- 2003 – Fridell Anter, Karin; Svedmyr Åke (2003). Färgen på huset. T / Formas, 1650-9846 ; 2003:1. Stockholm: Formas. Libris 8851486. ISBN 9154058961
- 2010 – Fridell Anter, Karin; Svedmyr Åke, Wannfors Henrik. Byggnadsmåleriets färger: material och användning. Stockholm: Arkus. Libris 12049311. ISBN 9789197895705
- 2014 – Fridell Anter Karin, Klarén Ulf, red. Färg & ljus för människan – i rummet. Stockholm: Svensk Byggtjänst. Libris 16558014. ISBN 9789173336536

### Övrigt
- 2021 – Eckerman Ingrid, Fridell Anter Karin, red. Den onödiga flyktingkrisen: rättssäkerheten, civilsamhället och flyktingarna 2015–2021. [Stockholm]: Migra förlag. Libris ft165tt8cc0qkt6m. ISBN 9789187867231